# Bistrička Reka
Bistrička Reka (makedonska: Бистричка Река) är ett periodiskt vattendrag i Nordmakedonien. Det rinner genom kommunen Čaška, i den centrala delen av landet, 50 kilometer söder om huvudstaden Skopje.